# Bühler
Bühler es una comuna suiza del cantón de Appenzell Rodas Exteriores, formó parte del extinto distrito del Mittelland. Limita al norte con las comunas de Teufen y Speicher, al este con Trogen, al sur con Gais, y al oeste con Schlatt-Haslen (AI).

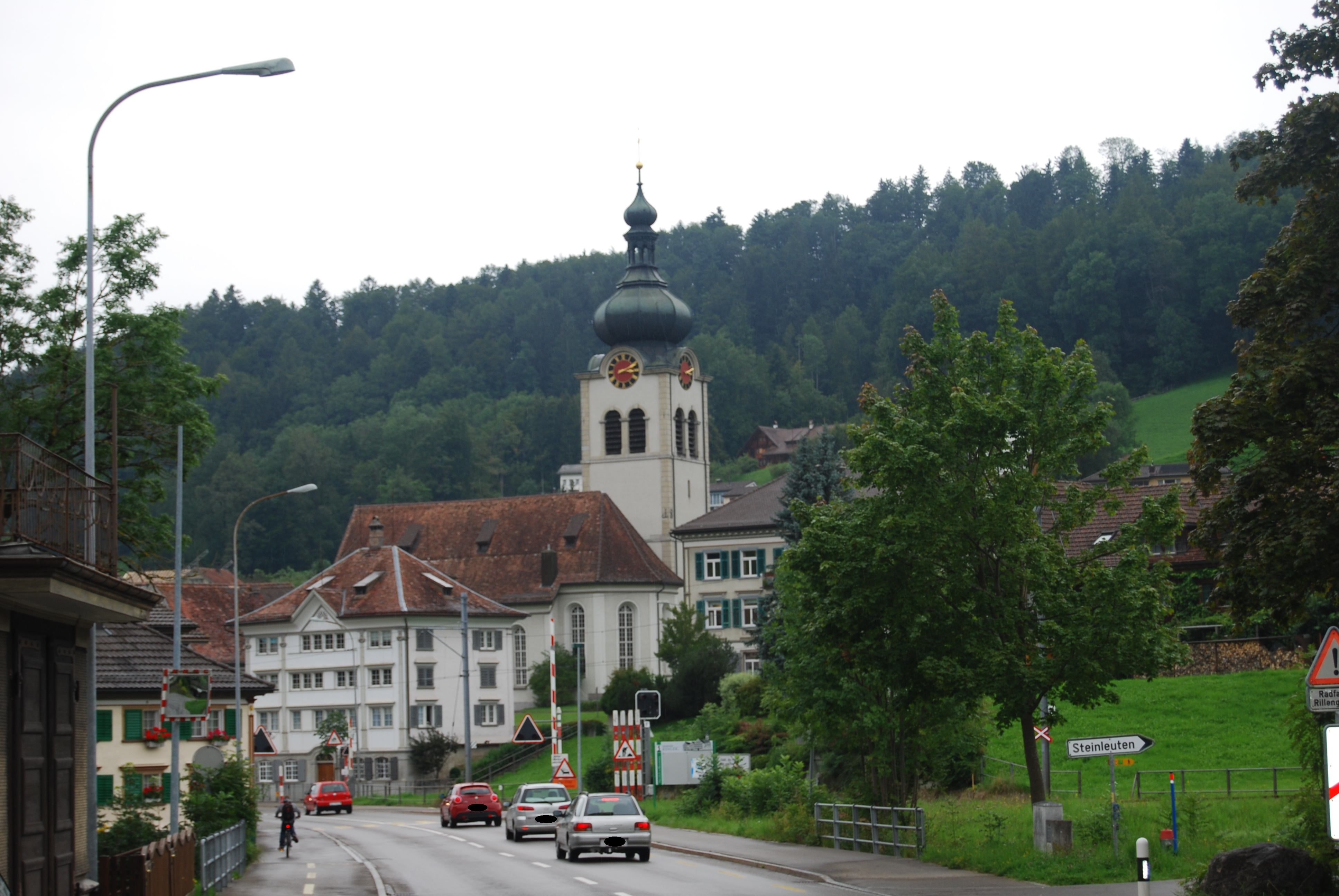
Bühler